# 皮埃尔·蒂奥隆
皮埃尔·蒂奥隆（法語：Pierre Thiolon，1927年1月17日—2014年4月14日），法国篮球运动员。他曾代表法国参加1948年夏季奥运会男子篮球比赛，并获得银牌。他也参加了1951年欧洲篮球锦标赛，最终获得一枚铜牌。